# Parelloop 1993
De Parelloop 1993 vond plaats op zondag 9 mei 1993 in Brunssum. Het was de vijfde editie van dit evenement. De wedstrijd werd gelopen onder warme omstandigheden. 
De wedstrijd bij de mannen werd gewonnen door de Nederlander Tonnie Dirks in 28.36. Hij evenaarde hiermee het parcoursrecord, dat hij twee jaar eerder had gelopen. Hij bleef hiermee zijn landgenoten Luc Krotwaar (28.55) en Marti ten Kate (29.15) ruimschoots voor. Bij de vrouwen was de Nederlandse Carla Beurskens het sterkste en won de wedstrijd in 33.20.
Naast de 10 km kende dit evenement ook een loop over 5 km.

## Wedstrijd

### Mannen
| rang   | naam                   | land | tijd  |
| ------ | ---------------------- | ---- | ----- |
| Goud   | Tonnie Dirks           | NED  | 28.36 |
| Zilver | Luc Krotwaar           | NED  | 28.55 |
| Brons  | Marti ten Kate         | NED  | 29.15 |
| 4      | John Vermeule          | NED  | 29.28 |
| 5      | Armand van der Smissen | NED  | 29.46 |
| 6      | Cor Lambregts          | NED  | 29.55 |
| 7      | Cor Saelmans           | BEL  | 30.02 |
| 8      | Huub Pragt             | NED  | 30.09 |
| 9      | Wil Pepels             | NED  | 30.23 |
| 10     | Huub Kurvers           | NED  | 30.40 |

### Vrouwen
| rang   | naam                  | land | tijd  |
| ------ | --------------------- | ---- | ----- |
| Goud   | Carla Beurskens       | NED  | 33.20 |
| Zilver | Marianne van de Linde | NED  | 34.37 |
| Brons  | Helle Vullings        | NED  | 35.48 |
| 4      | Wilma Rusman          | NED  | 37.02 |
| 5      | Vivian Ruijters       | NED  | 37.14 |

1989 ·
1990 ·
1991 ·
1992 ·
1993 ·
1994 ·
1995 ·
1996 ·
1997 ·
1998 ·
1999 ·
2000 ·
2001 ·
2002 ·
2003 ·
2004 ·
2005 ·
2006 ·
2007 ·
2008 ·
2009 ·
2010 ·
2011 ·
2012 ·
2013 ·
2014 ·
2015 ·
2016 ·
2017 ·
2018 ·
2019 ·
2020 (afgelast) ·
2021 (afgelast) ·
2022 ·
2023 ·
2024